# أرديكو ماغنيني
أرديكو ماغنيني (بالإيطالية: Ardico Magnini)‏ (مواليد 21 أكتوبر 1928) هو لاعب كرة قدم. لعب مع منتخب إيطاليا لكرة القدم. سبق له أن لعب في كأس العالم لكرة القدم مع منتخب بلاده.

## مسيرته الكروية
لعب أرديكو ماغنيني خلال مسيرته الاحترافية مع 4 أندية في أربعة عشر موسمًا وسجل خلالها 23 هدفًا ضمن 350 مباراة. ولم يفز بأي موسم بالكأس وفاز في موسم واحد بالدوري.
خاض أرديكو ماغنيني مسيرته مع نادي بيستويسي في موسم 1947–48 واستمر معه طيلة ثلاثة مواسم، مشاركًا في 78 مباراة سجل خلالها 13 هدفًا. ثم انتقل إلى نادي فيورنتينا في موسم 1950–51 ليلعب معه ثمانية مواسم، حيث شارك في 225 مباراة سجل خلالها 8 أهداف. لينتقل بعدها إلى نادي جنوى في موسم 1958–59 ولمدة موسمين، مشاركًا في 26 مباراة سجل خلالها هدفين. ثم انتقل إلى نادي براتو في موسم 1960–61 لمدة موسم واحد، مشاركًا في 21 مباراة ولم يسجل أي هدف.

## روابط خارجية
- أرديكو ماغنيني على موقع الاتحاد الدولي (مؤرشف)  (الإنجليزية)
- أرديكو ماغنيني على موقع قاعدة بيانات كرة القدم.إي يو (الإنجليزية)
- أرديكو ماغنيني على موقع ناشيونال فوتبول تيمز (الإنجليزية)
- أرديكو ماغنيني على موقع عالم كرة القدم.نت (الإنجليزية)